# Kirche Hl. Großmärtyrer Pantaleon (Han Pijesak)

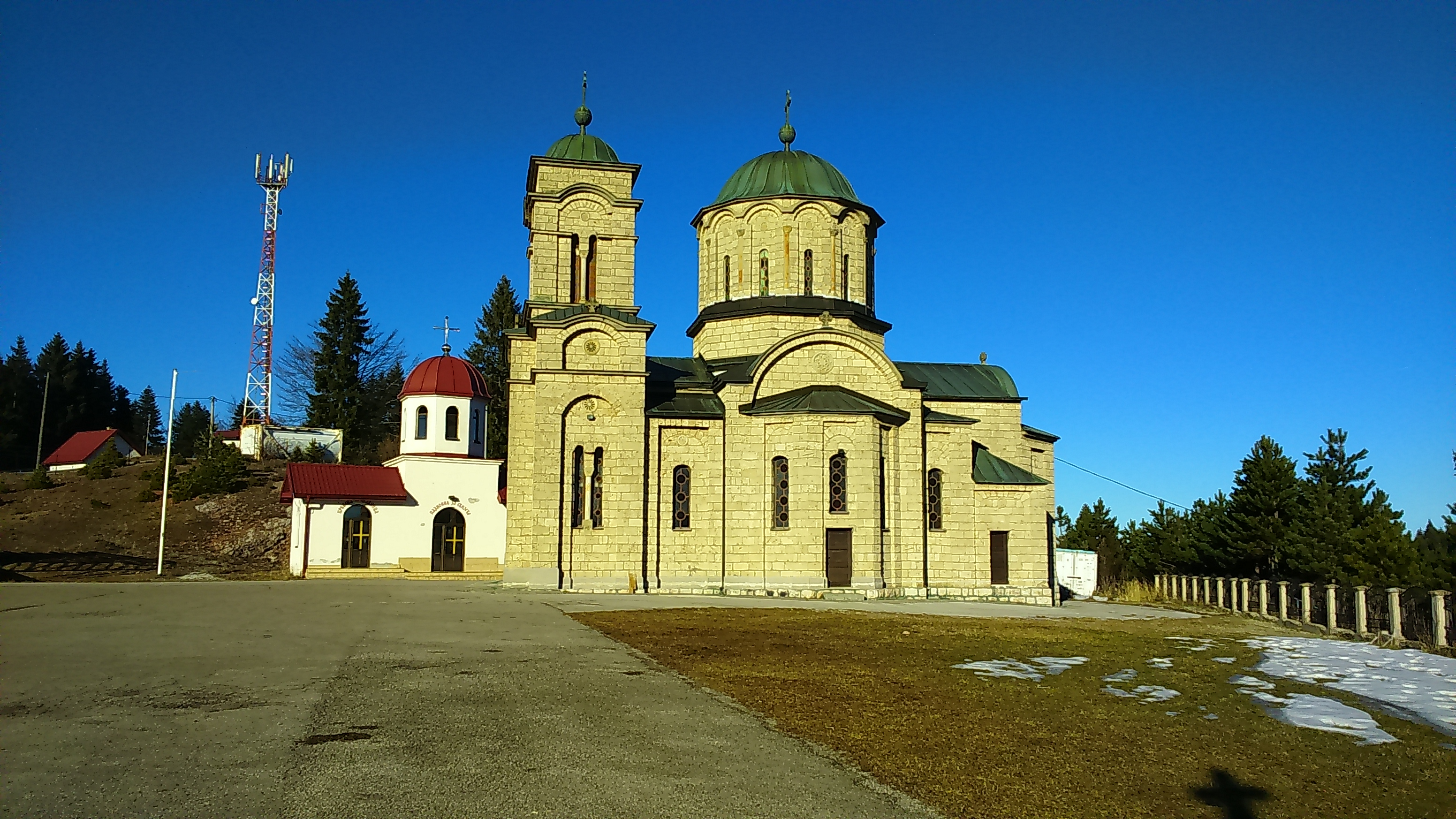
Die Kirche Hl. Großmärtyrer Pantaleon in Han Pijesak

Die Kirche Hl. Großmärtyrer Pantaleon  (serbisch: Црква Светог великомученика Пантелејмона, Crkva Svetog velikomučenika Pantelejmona) in der Kleinstadt Han Pijesak ist eine Serbisch-orthodoxe Kirche im östlichen Bosnien und Herzegowina.
Die von 1972 bis 1979 erbaute Kirche ist dem Hl. Großmärtyrer Pantaleon geweiht und ist der Sitz der Kirchgemeinde Han Pijesak und die Pfarrkirche der Pfarrei Han Pijesak im Dekanat Srebrenica-Podrinje der Metropolie Dabrobosnien der serbisch-orthodoxen Kirche.

## Lage
Die Kirche steht im Norden von Han Pijesak an der Straße Ulica Solunskih dobrovoljaca. Von der Kirche aus hat man einen kompletten Ausblick über das Stadtpanorama. Die Opština Han Pijesak liegt in der Republika Srpska einer der zwei Entitäten Bosniens und der Herzegowina.
Neben der Kirche steht eine Kapelle zum Kerzen anzünden mitsamt Kirchladen. Das Pfarrhaus wurde 1990 erbaut und hat eine Fläche von 90 m². Das Sveti-Sava-Haus (Svetosavski-Dom) wurde von 2005 bis 2007 erbaut und besitzt eine Fläche von 308 m², es wurde am 9. August 2007 von damaligen Bischof der Eparchie Zvornik-Tuzla Vasilije Kačavenda eingeweiht.

## Geschichte

### Kirche Hl. Großmärtyrer Zar Lazar
Vor dem Bau der heutigen Kirche stand in Han Pijesak eine andere Serbisch-orthodoxe Kirche, geweiht dem  Hl. Großmärtyrer und Zaren Lazar. Diese Kirche stand etwa 500 m von der jetzigen Kirche in Richtung der Stadt entfernt, in der Nähe des Ortes, wo das Denkmal für die Gefallenen Kämpfer des Zweiten Weltkrieges errichtet wurde.
Diese Kirche wurde 1923 im Königreich Jugoslawien zur Zeit des Pfarreipriesters von Han Pijesak Stevo Todorović erbaut. Der Pate dieser Kirche war König Aleksandar I. Karađorđević, der oft in seiner Sommerresidenz in Han Pijesak verweilte, diese war die einzige Königsresidenz in ganz Bosnien und Herzegowina. König Aleksandar I. schenkte der Kirche auch eine der drei Kirchglocken. Es bestehen alte Fotografien dieser Kirche, anhand dieser man weiß, dass die Kirche aus festem Material mit einer weißen Fassade erbaut wurde.
Im Jahre 1942 während des Zweiten Weltkrieges wurde diese Kirche von den kroatisch-faschistischen Ustaša mit Flugzeugen bombardiert und zerstört. Nur die drei Kirchglocken der Kirche sind erhalten geblieben. Auch wurden alle alten Kirchenbücher, 1942 von den Ustaša zerstört.

### Kirche Hl. Großmärtyrer Pantaleon

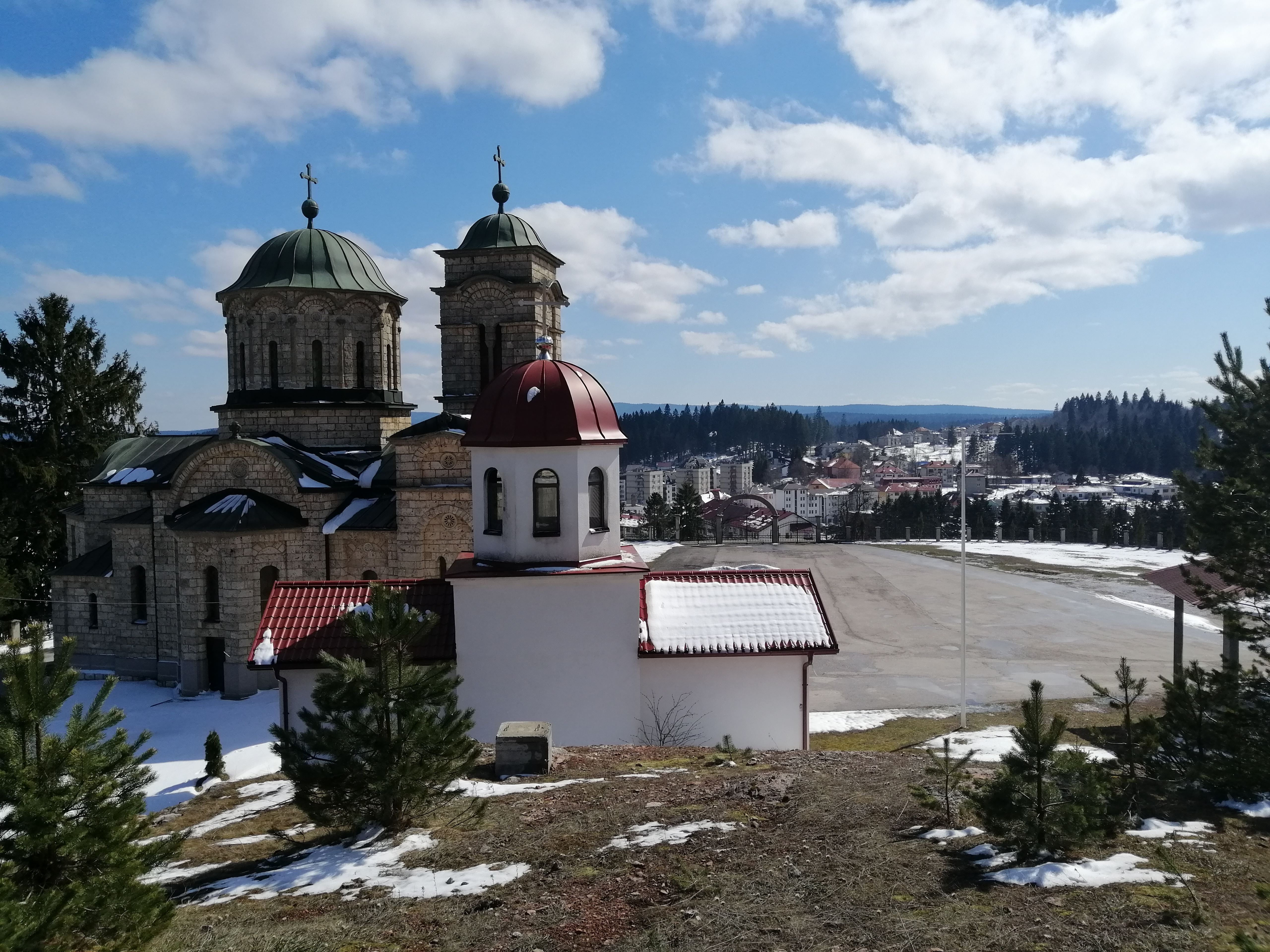
Die Kirche und Kapelle mit dem Stadtpanorama von Han Pijesak

Nach Kriegsende entstand an Stelle des Königreichs Jugoslawien, die Sozialistische Föderative Republik Jugoslawien unter der Führung von Josip Broz Tito. Mit dem Bau der heutigen Pantaleonkirche begann man 1972 nach dem Entwurfprojekt des leitenden Bautechnikers Đorđe M. Vasić vom Projektbüro des serbischen Patriarchats in Belgrad.
Die Kirchenfundamente wurden 1972 vom damaligen Bischof der Eparchie Zvornik-Tuzla, Longin Tomić, geweiht. Nach siebenjähriger Bauzeit wurde die Kirche 1979 fertiggestellt und am 16. September desselben Jahres vom damaligen Bischof der Eparchie Zvornik-Tuzla, Vasilije Kačavenda, feierlich eingeweiht.
Bis zum Mai 2019 gehörte das Dekanat Srebrenica-Podrinje und somit die Kirche zur Eparchie Zvornik-Tuzla, als durch den Heiligen Synod der Serbisch-orthodoxen Kirche auf den gemeinsamen Vorschlag des Metropoliten der Metropolie Dabrobosnien Hrizostom Jević und des Bischofs der Eparchie Zvornik-Tuzla Fotije Sladojević, eine territoriale Anpassung vorgenommen wurde.
Dabei kam das ganze Dekanat Srebrenica-Podrinje und die Pfarrei Olovo des Dekanats Tuzla zur Metropolie Dabrobosnien, damit wurde die alte territoriale Größe der Metropolie wieder hergestellt, denn am 1. Januar 1914 hatte der damalige Metropolit Dabrobosniens Nikolaj Mandić das Dekanat und die Pfarrei per Dekret der Eparchie Zvornik-Tuzla angegliedert.
Der Pate der Kirche ist Aleksandar Veljović aus Jelovci, die Paten der Kirchglocken sind Dobrosav Bjelaković und Mitar Mandić aus Han Pijesak, und wichtige Institution zum Erhalt der Kirche sind die Opština Han Pijesak, die Waldaufzucht Visočnik bei Han Pijesak und das Religionsministerium Serbiens.

## Architektur
Die einschiffige Kreuzkuppelkirche mit den Baudimensionen 17,9 × 12,7 m ist in der Form eines Trikonchos konzipiert und im traditionellen Serbisch-byzantinischen Stil erbaut worden. Die Kirche ist aus Ziegeln und Steinen (festem Material) erbaut worden und mit Kupferplatten abgedeckt worden.
Der Grundriss der Kirche ist ein Griechisches Kreuz, mit einer von außen fünfeckigen im Inneren halbrunden Altar-Apsis im Osten, Seitenkonchen in der Mitte des Kirchenschiffs und einer zentralen Rundkuppel, die sich über dem Tambour in der Mitte des Kirchenschiffs erhebt. An der Westseite erhebt sich der Kirchturm mitsamt Galerie und der Narthex.
Der Haupteingang der Kirche mitsamt kleinen Eingangsportal befindet sich an der Westseite, an der Nord- und Südseite befinden sich die Seiteneingänge. Über der Eingangstür des Haupteinganges im Westen befindet sich ein Patronatsmosaik des Hl. Großmärtyrer Pantaleon. Auch am Westeingang links und rechts des Eingangs sind Gedenkplatten an die Kirchenfassade angebracht. Die Kirche weist einige verschönernde dekorative Ornamente an der Außenfassade auf.
Die Kirche wurde von 2003 bis 2006 vom bekannten Belgrader Maler Petar Bilić mit künstlerisch wertvollen byzantinischen Fresken bemalt. Anfangs musste die Bemalung der Kuppel ausgelassen werden, da es ein Problem mit Feuchtigkeit gab. Als dieses Hindernis beseitigt wurde, ist die Freskenbemalung der Kirche abgeschlossen worden. Die steinerne Ikonostase wurde von den Meistern Živan und Milutin Milinković (Vater und Sohn) aus Bele Vode bei der zentralserbischen Stadt Kruševac hergestellt. Die Ikonen der Ikonostase wurden vom Erzdiakon Marko Ilić aus Belgrad gemalt.

## Pfarrei Han Pijesak

### Pfarrorte und Friedhöfe
Die Pfarrei Han Pijesak besteht aus der Kleinstadt Han Pijesak und den Dörfern: Džimrije, Mrkalji, Kusače, Borovine, Jelovci, Malo Polje, Japaga, Karaula, Čađavica, Han Pogled und Kraljevo Polje.
Serbisch-orthodoxe Friedhöfe befinden sich in Han Pijesak, Han Pogled, Karaula, Kraljevo Polje, Kusače, Borovine, Jelovci, Mrkalji, Japaga und Malo Polje.

### Pfarrpriester und Kirchenbücher
Diese Serbisch-orthodoxen Priester dienten in der Pfarrei Han Pijesak: der 1946 verstorbene Stevo Todorović (Erbauer der Kirche Hl. Zar Lazar), Ljubo Jakšić (er wurde 1941 von den Ustaša in Rašić Gaj bei Vlasenica getötet), von 1970 bis 1980 Milorad Petrović, von 1980 bis 1986 Milorad Golijanin, von 1986 bis heute der Erzpriester Branko Brežančić.
Alle alten Kirchenbücher wurden 1942 von den kroatischen Ustaša zerstört. In der Zeit von 1942 bis 1981 wurden die Kirchenbücher nicht geführt. Alle Daten der Kirchengemeinde wurden in die Registerbücher der Pfarrei Vlasenica eingetragen. Seit 1981 werden kontinuierlich neue Kirchenbücher in der Pfarrei Han Pijesak geführt.